# Ехсан Рузбахані
Ехсан Рузбахані (перс. احسان روزبهانی; 23 червня 1988, Боруджерд, Лурестан) — іранський боксер, призер чемпіонатів Азії та Азійських ігор серед аматорів.

## Аматорська кар'єра
На Азійських іграх 2010 програв у другому бою Елшоду Расулову (Узбекистан).
На чемпіонаті світу 2011 здобув три перемоги, а у чвертьфіналі знов програв Елшоду Расулову (Узбекистан).
На Олімпійських іграх 2012 переміг  Джейсона Монрой Варела (Колумбія) і Бахрама Музаффера (Туреччина), а у чвертьфіналі програв Адільбеку Ніязимбетову (Казахстан) — 10-13.
На чемпіонатів Азії 2013 завоював бронзову медаль, після двох перемог програвши у півфіналі Адільбеку Ніязимбетову (Казахстан).
На Азійських іграх 2014 завоював бронзову медаль, після двох перемог знов програвши у півфіналі Адільбеку Ніязимбетову (Казахстан).
З жовтня 2014 року Ехсан Рузбахані розпочав виступи у новоствореній професійній боксерській лізі AIBA Pro Boxing (APB). Рузбахані здобув чотири перемоги і став переможцем турніру у напівважкій вазі, що дозволило йому взяти участь у Олімпійських іграх 2016, на яких він програв у першому бою Петеру Мюлленбергу (Нідерланди) — 0-3.
На чемпіонаті світу 2019 програв у другому бою Бенджаміну Віттакеру (Велика Британія).